# 네드 젤리치
네델코 젤리치(영어: Nedjeljko Zelic, 1971년 7월 4일 ~ )는 네드 젤리치(Ned Zelic)라는 이름으로 알려져 있는 오스트레일리아의 전직 축구 선수이다. 현역 시절 포지션은 수비수, 미드필더였다.

## 클럽 경력
네드 젤리치는 내셔널 사커 리그의 시드니 크로아티아에서 커리어를 시작했다. 이후 시드니 올림픽 FC로 이적했다.
1992-93 시즌을 앞두고 분데스리가의 보루시아 도르트문트로 이적했다. 1995-96 시즌을 앞두고 클럽 레코드를 경신하며 프리미어리그의 퀸즈 파크 레인저스 FC로 이적했다. 하지만 부상으로 인해 1995-96 시즌에는 4경기 출장에 그쳤으며 반 시즌 만에 분데스리가의 아인트라흐트 프랑크푸르트로 이적했다.
1996-97 시즌을 앞두고 프랑스 리그 1의 AJ 옥세르에 입단했다. 1997-98 시즌을 앞두고는 TSV 1860 뮌헨에 입단했다.
2002 시즌을 앞두고 J1리그의 교토 상가 FC에 입단했다. 하지만 1경기만을 출전하고 개인적인 사정으로 팀을 떠났다. 이후 2002 시즌 여름 이적시장을 통해 우라와 레드 다이아몬드에 입단했다. 하지만 우라와에서도 부상으로 인해 2002 시즌 1경기 출전에 그쳤다. 이후 2003 시즌 우라와에서 젤리치는 22경기에 출전했으며 J리그컵 우승에 기여했다.
2004-05 시즌을 앞두고 오스트리아의 FC 바커 인스브루크에 입단했다.
2005-06 시즌을 앞두고 A리그의 뉴캐슬 유나이티드 제츠 FC로 이적했다. 젤리치는 뉴캐슬 제츠에서 주전 수비수로 활동했으며 21경기에 출전해 1골을 기록했다.
2006-07 시즌을 앞두고 에이르스터 디비시의 헬몬트 스포르트에 입단했다. 반 시즌 후 조지아의 FC 디나모 트빌리시로 이적했다.
이후 2008년 5월, 현역에서 은퇴했다.

## 국가대표팀 경력
네드 젤리치는 1992년 하계 올림픽에 참여하는 오스트레일리아 U-23 축구 국가대표팀에 차출되었다.
1997년 FIFA 컨페더레이션스컵에 참여하는 오스트레일리아 국가대표팀에 차출되었다.

## 수상

### 팀

#### 보루시아 도르트문트
- 분데스리가 우승: 994-95

#### 우라와 레드 다이아몬드
- J리그컵 우승: 2003

#### FC 디나모 트빌리시
- 에로브눌리리가 우승: 2007-08